# Cava de' Tirreni
Cava de' Tirreni er en italiensk by (og kommune) i regionen Campania i Italien, med omkring 50.539(2023) indbyggere. 